# Quercus aucheri
Quercus aucheri är en bokväxtart som beskrevs av Hippolyte François Jaubert och Édouard Spach. Quercus aucheri ingår i släktet ekar, och familjen bokväxter. IUCN kategoriserar arten globalt som nära hotad. Inga underarter finns listade.